# 佐藤遥
佐藤 遥（さとう はるか、1992年2月6日 - ）は、日本のアイドル。女性アイドルユニットnotallの元メンバー。MILLENNIUM PRO所属。
東京都出身。

## 略歴
- 太田プロワークショップ 14期生。幼稚園の頃から児童劇団に入っており、高校時代はモデルをしていた(佐藤遥#出演を参照)。
- 青山学院大学総合文化政策学部卒業[3]
- 2014年5月30日、ワロップ放送局の次世代型ソーシャルアイドルグループのプロデュースに先立って行われたソーシャルアイドルオーディションで選ばれた、片瀬成美、田崎礼奈、渡邊ちこ、佐藤遥の4名でnotall結成。
- 2016年9月30日よりnotallのリーダーに就任。
- 2021年12月、22年3月12日の公演で脱退する旨発表。
- 2022年5月21日、新型コロナウイルス感染症感染拡大の影響により延期となっていた「WE ARE NOTALL TOUR 2022〜みんな笑って！はい、チーズ！〜」TOUR FINAL!!(サンパール荒川大ホール)にてグループとしての活動を終了した。
- 2023年4月1日より日本テレビ「ZIP!」特集リポーターに就任。

## 人物
- 兄弟構成は弟が一人。
- ライブ中の表情や表現が豊か。
- ライブやイベントではMCを担当するが、おっちょこちょいな一面も。
- 好きな色は赤、濃いピンク[1]
- 好きな食べ物はれんこんのはさみ揚げ[1]、かき氷
- 苦手な食べ物はセロリ、茶碗蒸し[1]、バニラ味
- 好きな動物は犬[1]、ハリネズミ、ラッコの赤ちゃん
- 好きなキャラクターは、ぼのぼの、コジコジ、バーバパパ、ミッフィー、ムーミン、ちいかわ
- 趣味は映画鑑賞、寝ること[1]、かき氷。特技は茶道、漢字[1]、タイムキープ。
- ももいろクローバーZの大ファン。自身がアイドルになる前から頻繁にライブへ通うほどである。佐々木彩夏推し。
- お笑い好き。特に好きな芸人はラーメンズ、バナナマン、マユリカ、紅しょうが (お笑い)、ラランド (お笑いコンビ)。
- ご当地キティを集めている。(今は集めていない)
- 運動が苦手。でもなわとび、鉄棒、水泳、一輪車は得意。(スクーバダイビングCカード所持)
- 所有資格･検定は漢字検定２級、日本語検定３級
- 好きな言葉は「来るもの拒まず」

## 出演
※個人での出演のみ(グループとしての活動はnotall#出演を参照)

### バラエティ
- ひみつの嵐ちゃん（2008年8月21日、TBS）- 再現VTR 椿姫彩菜 役
- 本当は怖い家庭の医学 （テレビ朝日）- 再現VTR出演
- キスマイBUSAIKU!?（2014年7月11日、フジテレビ）- マイコ 役
- 中居正広の金曜日のスマたちへ（2014年7月25日、TBS）※VTR出演
- 知っておきたいヒットの秘密（2014年8月10日）※VTR出演
- 行列のできる法律相談所（2016年7月3日、日本テレビ）※再現VTR出演
- 金曜ロンドンハーツ（2016年11月11日、テレビ朝日）
- 全力坂（2018年5月10日・21日、テレビ朝日）
- ももクロchan(あーりんモノマネGP) (2018年2月14日、テレビ朝日)

### ドラマ
- あなたのことはそれほど（2017年5月23日、TBS） - カフェ店員 役
- 監獄のお姫さま（2017年12月5日、TBS） - ヘルパー 役
- 婚姻届に判を捺しただけですが 第1話（2021年10月19日、TBS） - 看護師 役
- 駐在刑事 Season3 第1話（2022年1月14日、テレビ東京）- レポーター 役

### 映画
- 神さまの言うとおり（2014年）

### PV
- YUI 「My Generation」

### 雑誌
- StreetJack（2012年11月号）
- anan - vol.1831
- Rayおしゃれヘアカタログ500（2013年3月）
- 月刊エンタメ （2016年12月号）
- フォトテクニックデジタル （2017年10月号）
- IDOL FILE TOKYO （2017年） vol.2 表紙・巻頭特集
- FLASHグラビア(2020年1月)

### CM
- 日清カップヌードル （2014年）　- 本音と建前編
- ビッグウェーブ （2015年 - 、静岡限定CM）
- 花王　（2018年）エッセンシャルスマートスタイル 寝ぐせレス生活はじまる 寒〜い朝編
- エン・ジャパン（2022年）- エンゲージ 家近篇

### 舞台
- 東京俳優市場2013冬 2話「AntiqueAndroid～未来の思い出～」（2013年11月20・22 - 24日）Aキャスト　相原和美 役
- 舞台「けものフレンズ」2～ゆきふるよるのけものたち～　（2018年11月8日 - 18日、品川プリンスホテル クラブeX）[4]オイナリサマ 役
  - 舞台「けものフレンズ」JAPARI STAGE!〜きみのあしおとがまたきこえた〜（2024年11月8日 - 17日、品川プリンスホテル クラブeX）[5]
- 咲女花劇「摘む夢、きららと舞い込んで、」（2024年8月28日 - 9月1日、六行会ホール）[6]
- 劇団オモテナシ「令和7年 春」（2025年5月8日 - 11日〈予定〉、CBGKシブゲキ!!）[7]
- 舞台「アサルトリリィ」-眞說・御台場迎撃戦-（2025年9月20日 - 25日〈予定〉、シアター1010）[8]西川御巴留 役

### Web
- 美学生図鑑
- 美容室TBK
- PlayStation「ロコロコ」（2006年）
- モスバーガー 公式YouTubeチャンネル 「モスのネット注文が予想以上に便利だった！モスバーガー編」「モスのネット注文が予想以上に便利だった！テリヤキバーガー編」
- レオパレス21「生活防災アプリLEO LIFE」[9]
- モンテール モンテールの歌〜feat.シュークリーム後輩〜
- DREAM PAGE（2018年）
- LIFULL HOME’S （2018年） お部屋探し女子編

### スチール
- NTTdocomoパンフレット
- 英会話スクール ベルリッツ（2007年）
- アイペット損害保険株式会社
- 東京電子専門学校（2010年、2011年）

### その他
- galaxxxyコラボ 「オリジナルTシャツデザイン」
- Gizmobiesタイアップ 「オリジナルスマホケース デザイン」

## 関連記事
- notall
- 渡邊ちこ
- 片瀬成美
- 田崎礼奈